# Gabe York
Gabe York (Califórnia, 2 de agosto de 1993) é um jogador americano de basquete profissional que atualmente joga no Indiana Pacers da National Basketball Association (NBA) e no Fort Wayne Mad Ants da G-League.
Ele jogou basquete universitário pela Universidade do Arizona e jogou profissionalmente na Itália, Alemanha, Grécia, França e Israel.

## Carreira no ensino médio
York frequentou a Orange Lutheran High School em Orange, Califórnia. Em seu último ano, ele teve médias de 24,9 pontos, 4,8 rebotes, 2,7 assistências e 2,3 roubos de bola. Ele terminou a escola como o maior artilheiro de todos os tempos.
Ele foi classificado como o 46º melhor prospecto geral e o 11º melhor armador na classe de 2012 pela Rivals.com. Ele aceitou a proposta da Universidade do Arizona em 10 de julho de 2011.

## Carreira universitária
York jogou minutos limitados em sua temporada de calouro no Arizona e só jogou em 15 jogos enquanto era reserva de Nick Johnson. Durante sua segunda temporada, York viu seu tempo de jogo aumentar quando ele jogou em todos os 38 jogos e ajudou os Wildcats a alcançar sua segunda aparição na Elite Eight. Seu tempo de jogo continuou a aumentar em seus dois anos seguintes.

## Carreira profissional

### Cesta Guerino Vanoli (2016)
Depois de não ser selecionado no Draft da NBA de 2016, York se juntou ao Charlotte Hornets para a Summer League de 2016. Em 22 de julho de 2016, York assinou com o Guerino Vanoli Basket da Liga Italiana. Em 15 de novembro de 2016, ele se separou de Cremona depois de ter médias de 4,3 pontos e 2,5 rebotes em 6 jogos.

### Erie Bay Hawks (2016–2017)
Seis dias depois de deixar o Vanoli Cremona, ele foi adquirido pelo Erie BayHawks da D-League. Em 15 de dezembro, York registrou 38 pontos, dois rebotes, quatro assistências e quatro roubos de bola em 38 minutos da vitória por 118-99 sobre o Los Angeles D-Fenders.

### Medi Bayreuth (2017–2018)
York se juntou ao Los Angeles Lakers para a Summer League de 2017. Em 31 de julho de 2017, York assinou com o clube alemão Medi Bayreuth. Jogando em 18 jogos da temporada 2017-18 da Bundesliga, ele teve média de 305 pontos.

### Lakeland Magic (2018–2019)
Em 5 de setembro de 2018, York assinou com o Orlando Magic. Em 27 de setembro de 2018, York foi dispensado pelo Magic. Em 23 de outubro de 2018, York foi incluído na lista do campo de treinamento do Lakeland Magic.

### AEK Atenas (2019)
Em 12 de abril de 2019, York assinou um contrato com o AEK BC da Liga Grega de Basquetebol, que o manteve no clube até o final da temporada de 2018-19,com 125 pontos 

### Hapoel Tel Aviv (2020–2021)
Em 30 de novembro de 2020, ele assinou com o Hapoel Tel Aviv da Liga Israelense de Basquete. No entanto, ele foi dispensado em 18 de março de 2021.

### Indiana Pacers / Fort Wayne Mad Ants (2021–Presente)
Em 23 de outubro de 2021, York foi selecionado pelo Fort Wayne Mad Ants como a terceira escolha geral no draft da G-League de 2021.
Em 7 de abril de 2022, York assinou um contrato de mão dupla com o Indiana Pacers. Em 9 de abril de 2022, ele fez sua estreia na NBA registrando 24 pontos e 5 assistências.

## Estatísticas da carreira

### Champions League Basketball
| Ano     | Equipe   | PJ | MPJ  | AP   | 3P   | LL   | RT  | AS  | BR  | TO  | PPJ  |
| ------- | -------- | -- | ---- | ---- | ---- | ---- | --- | --- | --- | --- | ---- |
| 2017–18 | Bayreuth | 18 | 30.5 | .455 | .435 | .844 | 4.0 | 2.4 | 1.2 | 0.0 | 16.9 |

### Universitário
| Ano      | Equipe   | PJ  | PT | MPJ  | AP   | 3P   | LL   | RT  | AS  | BR | TO | PPJ  |
| -------- | -------- | --- | -- | ---- | ---- | ---- | ---- | --- | --- | -- | -- | ---- |
| 2012–13  | Arizona  | 15  | 0  | 5.8  | .406 | .348 | .500 | .3  | .6  | .1 | .0 | 2.4  |
| 2013–14  | Arizona  | 38  | 12 | 21.8 | .371 | .385 | .673 | 2.2 | 1.6 | .5 | .1 | 6.7  |
| 2014–15  | Arizona  | 37  | 13 | 23.1 | .440 | .400 | .811 | 2.1 | 1.2 | .6 | .4 | 9.2  |
| 2015–16  | Arizona  | 34  | 34 | 33.3 | .422 | .421 | .756 | 3.2 | 2.2 | .9 | .3 | 15.0 |
| Carreira | Carreira | 124 | 59 | 21.0 | .409 | .388 | .685 | 1.9 | 1.4 | .5 | .2 | 8.3  |